# Treron fulvicollis
El vinago cabecirrufo o vinago de cabeza rufa (Treron fulvicollis), es una especie de ave columbiforme perteneciente a la familia Columbidae. Es originaria de  Brunéi, Indonesia, Malasia, Birmania, Singapur, y Tailandia.
Su hábitat natural son los manglares tropicales o subtropicales, los bosques subtropicales o tropicales, pantanos, subtropicales o tropicales y los matorrales, jardines y zonas rurales. Está amenazado por pérdida de hábitat.